# Восток 3
„Восток 3“ е съветски пилотиран космически кораб.
Това е първият в света групов космически полет.
В орбита от 11 до 15 август 1962 г.
Продължителност на полета – 3 денонощия 22 часа и 22 минути. На борда лети космонавтът Андриан Николаев.
На 12 август 1962 г. в орбита е изведен и „Восток 4“ с Павел Попович. Осъществена е радиовръзка между двата кораба и Земята. За първи път се предават и телевизионни изображения на космонавтите, транслирани по телевизионната мрежа на СССР и Интервизия. По време на полета космонавтите се освобождават от катапултните кресла и „плуват“ свободно в кабините си в условията на безтегловност. Провеждат се и медико-биологични експерименти. Установен е нов рекорд по продължителност на полета – 94 часа и 22 минути.
Двата космически кораба се приземяват успешно на 15 август 1962 г.

## Параметри на полета
- Маса – 4722 кг;
- Наклон – 64,98°;
- Период – 88,33 минути;
- Перигей – 180,7 км;
- Апогей – 234,6 км.

## Екипаж

### Основен
- Андриан Николаев

### Поддържащ
- Валери Биковски

### Резервен
- Борис Волинов